# La Pimienta, Tabasco
La Pimienta är en ort i Mexiko.   Den ligger i kommunen Centla och delstaten Tabasco, i den sydöstra delen av landet, 700 km öster om huvudstaden Mexico City. La Pimienta ligger 7 meter över havet och antalet invånare är 659.
Terrängen runt La Pimienta är mycket platt. Havet är nära La Pimienta norrut. Runt La Pimienta är det ganska glesbefolkat, med 32 invånare per kvadratkilometer. Närmaste större samhälle är Ignacio Allende, 6,9 km sydost om La Pimienta. Omgivningarna runt La Pimienta är en mosaik av jordbruksmark och naturlig växtlighet.